# Robin Givens
Robin Simone Givens, född 27 november 1964 i New York, är en amerikansk skådespelerska.
Hon fick sitt genombrott i TV-serien Head of the Class (1986-1991). Hon har därefter synts i olika TV-serier och filmer. 1988 gifte hon sig med Mike Tyson, ett äktenskap som varade i ett år. 1997 gifte hon sig med tennisinstruktören Svetozar Marinkovic, men ansökte om skilsmässa efter några månader.